# Telmatoscopus ambiguus
Telmatoscopus ambiguus är en tvåvingeart som först beskrevs av Eaton 1893.  Telmatoscopus ambiguus ingår i släktet Telmatoscopus och familjen fjärilsmyggor. Inga underarter finns listade i Catalogue of Life.